# Introne

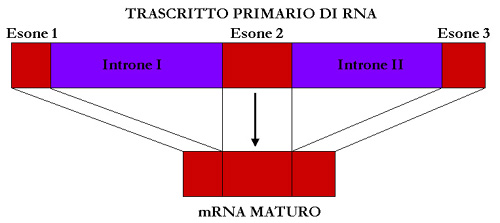
Esoni e introni. L'mRNA maturo è formato dai soli esoni

Si definiscono introni le regioni non codificanti di un gene che, insieme agli esoni, vengono trascritte dalle RNA polimerasi. La trascrizione di una sequenza di DNA porta alla formazione di un trascritto primario (pre-mRNA) che deve essere sottoposto a splicing, il processo che porta alla rimozione degli introni e alla formazione degli mRNA maturi. Negli organismi complessi, il trascritto primario di RNA può subire uno splicing alternativo, in cui gli esoni possono essere scartati e gli introni, o parti di essi, possono invece essere conservati.
Gli introni sono presenti solo negli eucarioti e negli archeobatteri, ma non negli eubatteri -dove tutto l'RNA trascritto rimane nel mRNA (o tRNA, rRNA)- i quali si sono allontanati (diramati) prima dalla linea evolutiva comune di eucarioti e archeobatteri.
Uno degli obiettivi principali del Progetto Genoma Umano era costituito dall'identificazione di tutti i geni codificanti per prodotti proteici. L'analisi ha rivelato che il numero reale di geni codificanti per proteine si aggira tra i 20 000 e i 25 000. La lunghezza totale del genoma occupato da geni codificanti per proteine equivale a circa 55.000.000 di basi, corrispondente a circa l'1,9% dell'intero genoma.

## Funzione degli introni
Si è a lungo studiato il motivo dell'esistenza degli introni, dato che nulla nella cellula è inutile. Varie sono le spiegazioni plausibili:
- gli introni possono contenere enhancer, ovvero sequenze che promuovono la trascrizione del gene successivo in RNA, aumentando la velocità di polimerizzazione del RNA polimerasi;
- regolano lo splicing alternativo, fondamentale per la sintesi di numerose proteine differenti;
- nel caso di geni sovrapposti o geni dentro altri geni, possono contenere esoni di altri geni;
- contengono miRNA;
- contengono sequenze complementari ad alcuni tratti di DNA in cui agiscono come regolatori d'espressione genica;
- possono determinare un aumento della diversità genetica.

## Origine degli introni ed evoluzione
Non si è ancora certi dell'origine di tutti gli introni, ma sono state elaborate tre ipotesi che tuttavia non soddisfano l'intera comunità scientifica:
- potrebbero derivare da frammenti di genoma virale: alcuni virus (per esempio i retrovirus), integrandosi nel DNA delle cellule ospiti potrebbero aver lasciato residui del loro patrimonio genetico, i quali sono stati trasferiti in regioni non codificanti del DNA, diventando così inattivi.
- potrebbero essere la rimanenza di esoni che, a causa di gravi mutazioni, sono stati silenziati “volontariamente” dalla cellula.
- potrebbero essere il risultato del processo di “exon shuffling”, tale teoria ipotizza che gli introni permettano l'assemblaggio delle diverse unità funzionali di una proteina in nuove combinazioni evolutivamente vantaggiose.

Primi studi sulle sequenze di DNA genomico su un'ampia gamma di organismi avevano dimostrato che le strutture esone-introne dei geni omologhi in differenti organismi erano molto variabili. Studi più recenti di interi genomi eucariotici hanno ora dimostrato che la lunghezza e la densità degli introni varia considerevolmente tra specie collegate. Per esempio, mentre il genoma umano contiene una media di 8,4 introni/gene, funghi unicellulari Encephalitozoon cuniculi contengono solo 0,0075 introni/gene.
Dal momento che gli eucarioti si sono evoluti da un antenato comune, ci deve essere stato un grande guadagno o una grande perdita di introni durante l'evoluzione.

## Scoperta degli introni
Gli introni sono stati inizialmente scoperti per la prima volta in geni codificanti proteine di adenovirus, e successivamente sono stati identificati in geni codificanti tRNA e rRNA.
Il fatto che i geni sono divisi o interrotti dagli introni è stato scoperto nel 1977 da Phillip Allen Sharp e Richard J. Roberts che per questo hanno ricevuto il Premio Nobel per la fisiologia o medicina nel 1993.
Il gruppo di ricerca di Philip Allen Sharp stava studiando il gene della β-globina in cellule di topo in coltura. Questo gene codifica per un peptide di 146 aminoacidi che costituisce una parte della molecola dell'emoglobina.
Prima di questa scoperta gli scienziati erano convinti che la sequenza di un gene fosse completamente co-lineare con la sequenza degli aminoacidi della proteina codificata. La dimostrazione dell'esistenza degli introni fu una scoperta che cambiò completamente la visione della struttura dei geni e del genoma degli organismi.
I ricercatori hanno isolato il pre-mRNa di 1,5 kb, che contiene il cappuccio al 5' e la coda di poly(A) al 3', dimostrando che era co-lineare con il gene che lo codifica, mentre l'mRNA di 0,7 kb non lo era. Conclusero quindi che nel gene era presente un introne di 800 bp.
La trascrizione del gene produce un pre-mRNA (1,5 kb) che contiene sequenze introniche ed esoniche e durante il processo di splicing l'introne viene escisso e gli esoni adiacenti legati insieme per formare un mRNA maturo.
Successivamente venne dimostrato che il gene della β-globina contiene due introni e che il secondo più piccolo non venne individuato nel corso delle prime ricerche.

## Classificazione degli introni
Diversi tipi di introni sono stati identificati attraverso l'esame della struttura degli introni stessi mediante analisi della sequenza di DNA. Sono state identificate 4 classi di introni:
- Introni in geni codificanti proteine nucleari che vengono rimossi da spliceosomi (introni spliceosomali);
- introni in geni nucleari e archeali dell'RNA transfert che sono rimossi dalle proteine (introni tRNA);
- introni self-splicing di gruppo 1 che vengono rimossi da ribozimi;

- introni self-splicing di gruppo 2 che vengono rimossi da ribozimi.

Gli introni del gruppo 3 sono stati proposti per formare la quinta famiglia, ma poco si sa riguardo l'apparato biochimico che media il loro splicing. Sembra che essi siano correlati agli introni del gruppo 2 ed eventualmente a introni spliceosomali.

## Caratteristiche dell'introne
Generalmente una sequenza intronica presenta all'estremità 5' due nucleotidi GT estremamente conservati, mentre all'estremità 3' si trovano con un elevato grado di conservazione i due nucleotidi AG.
L'introne espone anche, a una distanza che rimane pressoché fissa rispetto all'estremità 3', un tratto di polipirimidine di circa 15 bp.
Infine è molto importante la presenza del branch site, ovvero un'adenina di ramificazioni, anch'essa conservata.
Questi tratti sono fondamentali per il riconoscimento dell'introne da parte dello spliceosoma.